# Красивый мальчик
«Красивый мальчик» (англ. Beautiful Boy) — американский биографический драматический фильм 2018 года режиссёра Феликса Ван Грунингена. Сценарий, написанный Ван Грунингеном совместно с Люком Дэйвисом, основан на мемуарах «Красивый мальчик: путешествие отца через пристрастие его сына» Дэвида Шеффа и «Tweak: Growing Up on Methamphetamines» Ника Шеффа. Главные роли исполнили Стив Карелл, Тимоти Шаламе, Мора Тирни и Эми Райан. Фильм является англоязычным кинодебютом Ван Грунингена.
Премьера фильма состоялась 7 сентября 2018 года на Международном кинофестивале в Торонто. Киностудия Amazon Studios выпустила картину в американский прокат 12 октября 2018 года. Фильм собрал 16 млн долларов при бюджете в 25 млн долларов и получил в целом положительные отзывы от критиков, которые высоко оценили актёрскую игру Карелла и Шаламе. За свою работу Шаламе был номинирован на «Золотой глобус», премии Гильдии киноактеров, BAFTA и Critics’ Choice Movie Awards.

## Сюжет
Николас, сын-подросток Дэвида Шеффа, журналиста New York Times, пропадает без вести, а через два дня появляется дома. Заметив очевидные признаки злоупотребления наркотиками, Дэвид отвозит Ника в реабилитационную клинику. После того, как Ник добивается хороших результатов, он с разрешения врачей поселяется в социальном доме. Вскоре Ник самовольно покидает территорию лечебного учреждения, и после поисков Дэвид обнаруживает его на улице.
Вернувшись в реабилитационный центр, Ник рассказывает отцу, что принимает самые разные наркотики, в том числе метамфетамин. В конце концов Ник завершает реабилитационную программу. Увидев его успехи и испытывая ложное чувство самоуспокоения, Дэвид позволяет сыну поступить в колледж. Обретённая свобода благоприятно влияет на Ника, он успешно учится и заводит отношения со своей привлекательной одноклассницей Джулией. Во время семейного ужина в доме родителей своей подруги Ник находит бутылочку с таблетками и глотает одну. После этого инцидента у него случается рецидив; Ник расстаётся с Джулией, вновь начинает употреблять психоактивные вещества и подсаживается на героин. Дэвид понимает, что сын употребляет наркотики, и Ник уходит из дома, чувствуя себя не в своей тарелке из-за подозрений отца. Дэвид просматривает дневник Ника. К его ужасу, Ник красочно описывает растущее пристрастие к наркотикам, используя пугающие рисунки. На одной из последних страниц Ник пишет, что в колледже сложно достать метамфетамин, поэтому он раздобыл героин.
Дэвид и Ник встречаются в кафе, и Ник просит у отца денег, чтобы съездить в Нью-Йорк. Зная, что деньги почти наверняка пойдут на наркотики, Дэвид отказывается, и Ник уходит. Позже Дэвиду звонят из нью-йоркской больницы и сообщают, что Ник попал туда с передозировкой. Дэвид летит в Нью-Йорк, чтобы проведать сына. После разговора с бывшей женой и матерью Ника Вики Дэвид решает, что Ник должен переехать к ней в Лос-Анджелес.
Ник начинает новую жизнь в Лос-Анджелесе. Он участвует в программе 12 шагов, проводит время со своим наставником Спенсером и даже работает в наркологической клинике, чтобы помочь новым пациентам преодолеть зависимость. Будучи чистым на протяжении четырнадцати месяцев, Ник отправляется навестить Дэвида и его семью. Видя, как Ник становится таким, каким был раньше, и играет со своими младшими братом и сестрой, Дэвид гордится сыном. После отъезда из дома Ника охватывают депрессия и прежние страхи. Спенсер безуспешно пытается оказать Нику моральную поддержку по телефону. Ник приезжает в Сан-Франциско, где сталкивается с Лорен, наркоманкой из своего прошлого, и признаётся в желании «повеселиться», несмотря на то, что он в завязке в течение достаточно долгого времени. Они покупают наркотики на улице, отправляются в квартиру Лорен и колются.
Узнав об очередной пропаже Ника, Дэвид собирается вновь искать его, но Карен заявляет, что он больше ничего не может сделать для Ника, и его не спасти. Однажды Ник и Лорен вламываются в дом, когда там нет Дэвида и его семьи, и собирают ценные вещи. Увидев, что семья вернулась домой, Ник и Лорен убегают. Сын Дэвида, Джаспер, замечает Ника, и Карен преследует беглецов на своей машине, но затем останавливается и позволяет им уехать.
У Лорен происходит передозировка, но Ник возвращает её к жизни и вызывает скорую. Ник в отчаянии звонит Дэвиду и просит разрешения вернуться домой, но его отец категорически против. Ник продолжает умолять, но Дэвид вешает трубку. После очередной передозировки Ник вновь попадает в больницу, но выживает. Дэвид и Вики навещают его, и Дэвид и Ник обнимаются со слезами на глазах.
В заключительных титрах сообщается, что благодаря невероятной поддержке семьи и друзей Ник остаётся чистым в течение восьми лет.

## В ролях
- Стив Карелл — Дэвид Шефф
- Тимоти Шаламе — Ник Шефф
  - Джек Дилан Грейзер — Ник в возрасте 12 лет
  - Закари Рифкин — Ник в возрасте 8 лет
  - Ке Лоуренс — Ник в возрасте 4 и 6 лет
- Мора Тирни — Карен Барбо
- Эми Райан — Вики Шефф
- Кейтлин Девер — Лорен
- Андре Ройо — Спенсер
- Тимоти Хаттон — доктор Браун
- Лиза Гэй Хэмилтон — Роуз
- Эми Форсайт[фр.] — Дайана
- Кристиан Конвери — Джаспер Шефф
- Окли Булл — Дэйзи Шефф
- Стефани Скотт — Джулия
- Рики Лоу — Дестини

## Производство
Основные съемки начались 27 марта 2017 года и продолжались до мая 2017 года в Лос-Анджелесе, Сан-Франциско и их окрестностях.

## Релиз
Мировая премьера фильма состоялась на Международном кинофестивале в Торонто 7 сентября 2018 года, на котором присутствовали актеры и режиссер, а также Дэвид и Ник Шефф, которые неожиданно появились после премьеры. Премьера в кинотеатрах США состоялась 12 октября 2018 года, а в Великобритании 18 января 2019 года.

## Награды и номинации
| Награда                              | Дата церемонии   | Категория                              | Номинант         | Результат   | Ист.          |
| ------------------------------------ | ---------------- | -------------------------------------- | ---------------- | ----------- | ------------- |
| BAFTA                                | 10 февраля 2019  | Лучший актёр второго плана             | Тимоти Шаламе    | Номинация   | [ 12 ]        |
| Международный кинофестиваль в Чикаго | 19 октября 2018  | Награда основателя                     | Красивый мальчик | Победа      | [ 13 ]        |
| Critics’ Choice Awards               | 13 января 2019   | Лучший актёр второго плана             | Тимоти Шаламе    | Номинация   | [ 14 ]        |
| Гентский международный кинофестиваль | 19 октября 2018  | Приз зрительских симпатий              | Красивый мальчик | Пятое место | [ 15 ] [ 16 ] |
| «Золотой глобус»                     | 6 января 2019    | Лучший актёр второго плана — кинофильм | Тимоти Шаламе    | Номинация   | [ 17 ]        |
| Кинофестиваль в Сан-Себастьяне       | 29 сентября 2018 | Золотая раковина                       | Красивый мальчик | Номинация   | [ 18 ] [ 19 ] |
| «Спутник»                            | 17 февраля 2019  | Лучший актёр второго плана — кинофильм | Тимоти Шаламе    | Номинация   | [ 20 ]        |
| Премия Гильдии киноактёров США       | 27 января 2019   | Лучший актёр второго плана             | Тимоти Шаламе    | Номинация   | [ 21 ]        |
| Кинофестиваль в Торонто              | 16 сентября 2018 | Grolsch People’s Choice Award          | Красивый мальчик | Номинация   | [ 22 ] [ 23 ] |